# Novosedelské Hutě
Novosedelské Hutě (německy Neubäuhütten) jsou malá vesnice, část obce Nemanice v okrese Domažlice v Plzeňském kraji. Nachází se asi jeden kilometr severně od Nemanic. Je zde evidováno 14 adres. V roce 2011 zde trvale žilo 32 obyvatel.
Novosedelské Hutě leží v katastrálním území Novosedly u Nemanic o výměře 5,66 km².

## Historie
První písemná zmínka o vesnici pochází z roku 1789.  Jiný zdroj uvádí, že první písemná zmínka je z roku 1874, kdy měla vesnice, založená na místě bývalé sklárny, již 80 obyvatel.

## Obyvatelstvo
Při sčítání lidu v roce 1921 zde žilo 275 obyvatel, z toho pět Čechoslováků, dva cizozemci a 268 obyvatel německé národnosti. Všichni obyvatelé se hlásili k římskokatolické církvi.
| Rok            | 1869 | 1880 | 1890 | 1900 | 1910 | 1921 | 1930 | 1950 | 1961 | 1970 | 1980 | 1991 | 2001 | 2011 | 2021 |
| -------------- | ---- | ---- | ---- | ---- | ---- | ---- | ---- | ---- | ---- | ---- | ---- | ---- | ---- | ---- | ---- |
| Počet obyvatel | 346  | 317  | 334  | 312  | 300  | 275  | 232  | 61   | 76   | 75   | 48   | 39   | 28   | 32   | 26   |
| Počet domů     | 33   | 34   | 35   | 35   | 35   | 35   | 37   | 19   | –    | 14   | 13   | 15   | 13   | 13   | 14   |

## Obecní správa
Při sčítání lidu v letech 1850–1952 Novosedelské Hutě byly osadou obce Mýtnice v okrese Domažlice. Od roku 1953 jsou částí obce Nemanice v okrese Domažlice.

## Další fotografie

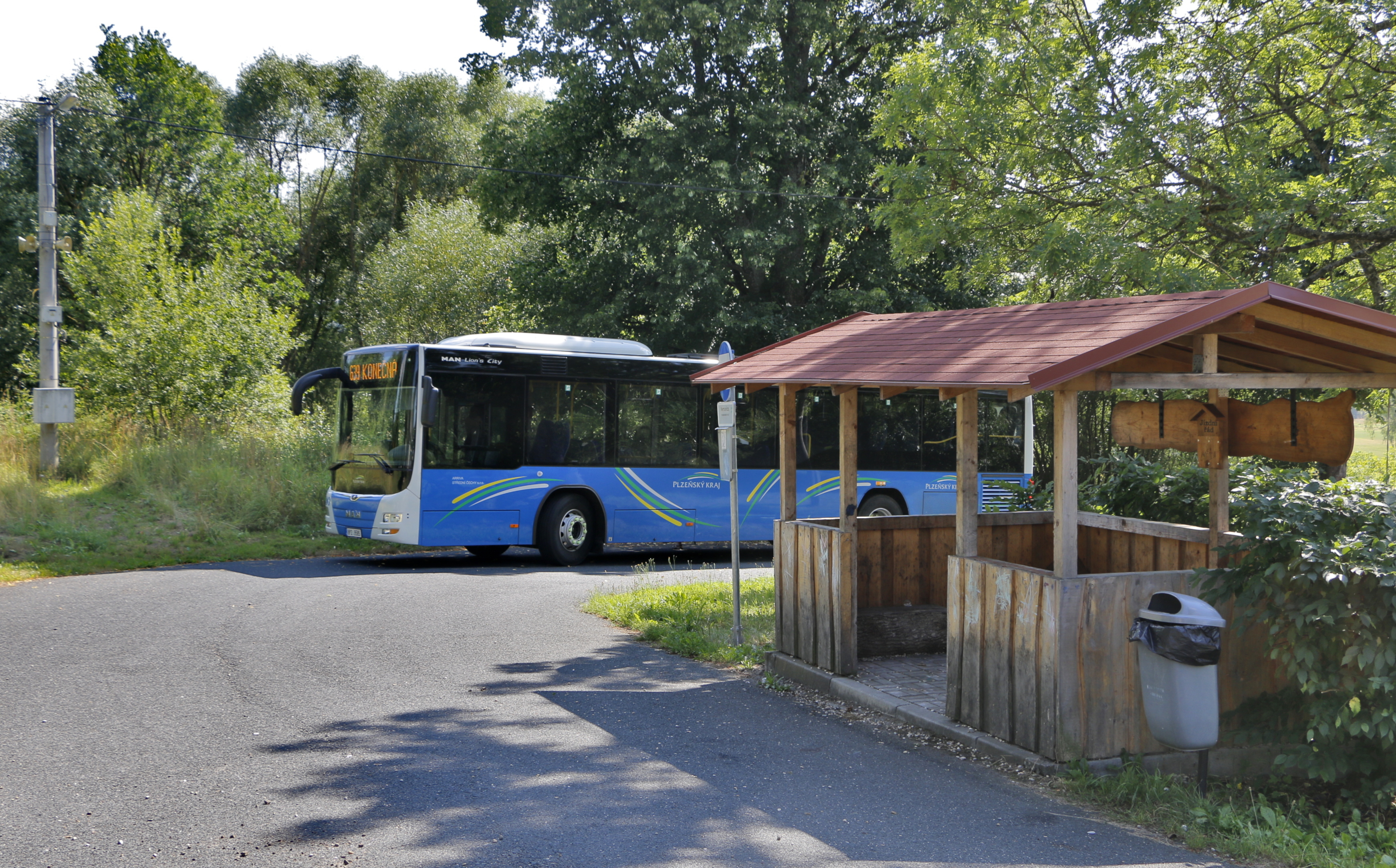
Konečná autobusu
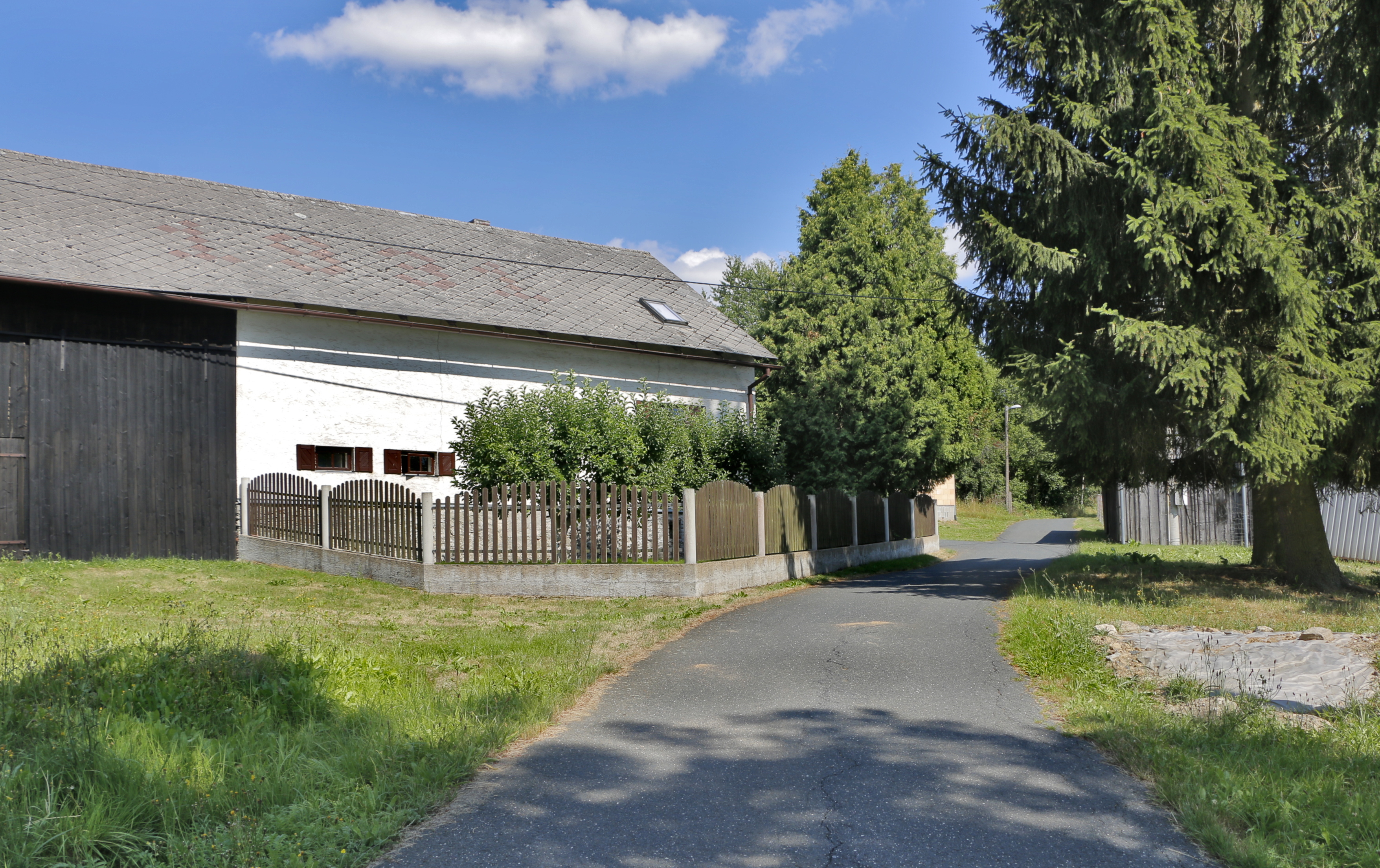
Dům čp. 24
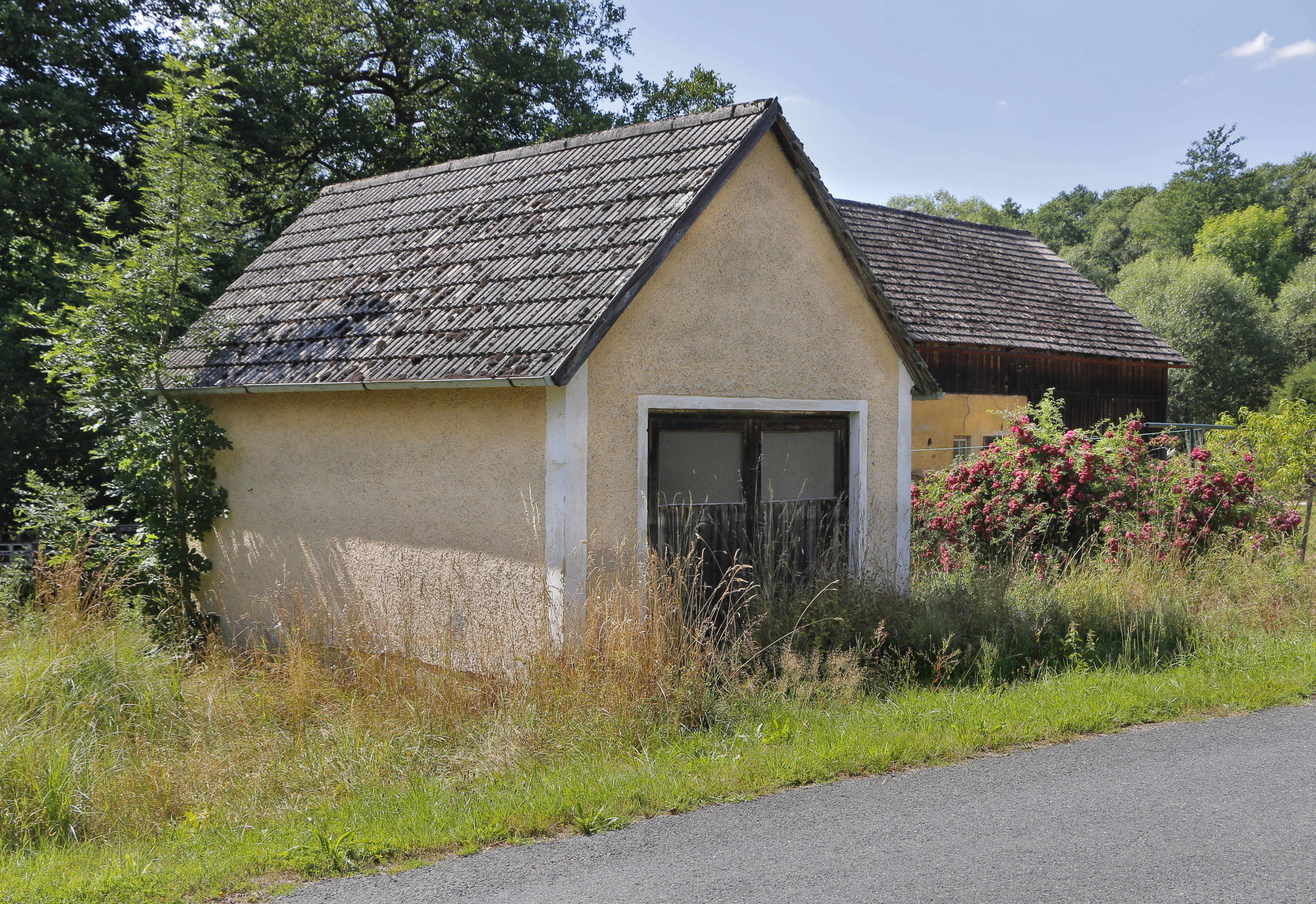
Bývalá hasičárna